# Hallock
Hallock is een plaats (city) in de Amerikaanse staat Minnesota, en valt bestuurlijk gezien onder Kittson County.

## Demografie
Bij de volkstelling in 2000 werd het aantal inwoners vastgesteld op 1196.
In 2006 is het aantal inwoners door het United States Census Bureau geschat op 1067, een daling van 129 (-10,8%).

## Geografie
Volgens het United States Census Bureau beslaat de plaats een oppervlakte van
5,4 km², geheel bestaande uit land. Hallock ligt op ongeveer 249 m boven zeeniveau.

## Plaatsen in de nabije omgeving
De onderstaande figuur toont nabijgelegen plaatsen in een straal van 24 km rond Hallock.